# Милутинович, Милан
Ми́лан Милути́нович (серб. Милан Милутиновић; 19 декабря 1942, Белград — 2 июля 2023, Белград) — югославский и сербский государственный и политический деятель. Второй президент Сербии с 29 декабря 1997 по 29 декабря 2002 года.

## Биография
Родился 19 декабря 1942 года в Белграде, в семье инженера-строителя Александра Милутиновича и искусствоведа Любицы Милутинович (урождённой Йокич). Окончил юридический факультет Белградского университета (1965). С 1969 по 1971 год был членом президиума Союза социалистической молодёжи Югославии, отвечал за международные отношения. Член Союзной скупщины с 1969 по 1974 год, член комитета по внешней политике. Был председателем городского комитета Союза коммунистов Врачара и член городского комитета СКЮ Белграда. С 1974 по 1977 год секретарь по идеологии горкома СКЮ в Белграде.
Министр образования, науки и спорта Республики Сербия (1977—1982), затем заведующий Национальной библиотекой Сербии (1983—1987).
С 1987 года работник МИДа, сначала глава департамента прессы, информации и культуры, а с 1989 по 1995 год — посол в Греции. В 1995 году назначен министром иностранных дел, на этом посту принимал активное участие в переговорах, по итогам которых было подписано Дейтонское соглашение, один из авторов итоговых документов. Также подписал несколько соглашений с соседней Хорватией, в том числе соглашение о нормализации отношений.
После недостаточной явки на выборах президента Сербии в декабре 1997 года Социалистическая партия заменила кандидата в президенты Зорана Лилича и выдвинула Милутиновича, который победил Воислава Шешеля во втором туре 21 декабря 1997 года, набрав 2 177 462 голосов (59,18 %). В 1999 году Социалистическая партия выдвинула его на повторных президентских выборах в качестве преемника Слободана Милошевича на посту президента Югославии.
В должности президента Милутинович не смог стяжать популярности и приобрёл репутацию «бесцветного», ни во что не вмешивающегося руководителя. Был участником переговоров по Косово в Рамбуйе (Франция) в 1999 году. В конце 2000 года отказался поддержать подавление октябрьских протестов оппозиции в Белграде и выстроил хорошие отношения с новым правительством.
По окончании срока был обвинён Гаагским трибуналом в массовых убийствах и депортациях в Косово и Метохии, виновным себя не признал. После истечения срока президентского мандата перенёс операцию на открытом сердце, затем добровольно сдался международному суду в Гааге в январе 2003 года. Был «временно освобождён» в апреле 2005 года. В феврале 2009 года Милутиновича оправдали по всем пунктам обвинительного заключения, так как было доказано, что он не имел прямого контроля над армией. Он стал вторым сербом (после Мирослава Радича, оправданного в 2007 году), с которого были сняты все обвинения в преступлениях во время Югославских войн.
Скончался 2 июля 2023 года на 81-м году жизни.

## Личная жизнь
Супруга — Ольга Милутинович (урождённая Спасоевич) (1949—2017, в браке с 1970, учительница французского языка). От этого брака есть сын Велько (род. 1979).